# گریمز (ویرجینیا)
گریمز (به انگلیسی: Grimes) یک منطقهٔ مسکونی در ایالات متحده آمریکا است که در شهرستان فردریک، ویرجینیا واقع شده‌است.